# 劍橋城足球會
劍橋城足球會（Cambridge City Football Club）是一支位於英格蘭劍橋郡的職業足球會，目前於英格蘭北部超級聯賽甲組中角逐。

## 外部連結
- Official site* （页面存档备份，存于）
- CCFC Fans Forum